# قرار مجلس الأمن التابع للأمم المتحدة رقم 1925
قرار مجلس الأمن التابع للأمم المتحدة رقم 1925، الذي تم تبنيه بالإجماع في 28 مايو 2010، بعد إعادة التأكيد على القرارات السابقة بشأن الوضع في جمهورية الكونغو الديمقراطية، مدد المجلس ولاية بعثة الأمم المتحدة في جمهورية الكونغو الديمقراطية حتى 30 يونيو 2010 وأذن بسحب 2000 جندي وقرر أنه اعتبارًا من 1 يوليو 2010، ستعرف بعثة منظمة الأمم المتحدة في جمهورية الكونغو الديمقراطية باسم بعثة منظمة الأمم المتحدة لتحقيق الاستقرار في جمهورية الكونغو الديمقراطية مع تفويض حتى 30 يونيو 2011.
وكان رئيس جمهورية الكونغو الديمقراطية، جوزيف كابيلا، قد طلب أن تغادر القوة البلاد بحلول عام 2011، لكن جماعات حقوق الإنسان حذرت من أن الانسحاب المفاجئ من شأنه أن يتسبب في مزيد من الصراع وعدم الاستقرار.

## القرار

### أعمال
صدر نص القرار بموجب الفصل السابع من ميثاق الأمم المتحدة، مما يجعل أحكامه واجبة الإنفاذ قانونًا.
مدد مجلس الأمن ولاية البعثة وأعاد تسميتها إلى بعثة منظمة الأمم المتحدة لتحقيق الاستقرار في جمهورية الكونغو الديمقراطية من يوليو 2010. وقرر أن تتألف البعثة من عدد أقصاه 815 19 جنديا عسكريا و760 مراقبا عسكريا و391 شرطيا و050 1 فردا من وحدات الشرطة. سُمح بسحب 2000 جندي من المناطق التي يسمح فيها الوضع بذلك؛ كان الانسحاب أصغر مما طلبته الحكومة الكونغولية. ستتركز القوة بشكل أساسي في شرق البلاد بثلاثة أهداف رئيسية:
(أ) استكمال العمليات العسكرية في مقاطعتي كيفو وأورينتال؛
(ب) إنشاء قوات أمن لتتولى دور البعثة وتحسين قدرة حكومة جمهورية الكونغو الديمقراطية على حماية المدنيين؛
(ج) توطيد سلطة الدولة في جميع أنحاء الإقليم.
أكدت ولاية البعثة على حماية المدنيين وموظفي الأمم المتحدة والعاملين في المجال الإنساني بالإضافة إلى استكمال العمليات ضد القوات الديمقراطية لتحرير رواندا وجيش الرب للمقاومة وجماعات أخرى. وشمل أيضا إصلاح الشرطة الكونغولية والجيش والأنظمة القانونية والقضائية والتحضير للانتخابات وأنشطة إزالة الألغام. وطُلب من البعثة جمع معلومات عن انتهاكات حقوق الإنسان والقانون الإنساني الدولي وضمان الاتصال المنتظم بالسكان المدنيين بشأن أنشطتها وولايتها. وطالب المجلس أيضا القوات الديمقراطية لتحرير رواندا وجيش الرب للمقاومة بإنهاء العنف ضد السكان على الفور، بما في ذلك الاغتصاب والاعتداء الجنسي.
واختتم القرار بطلب ثلاثة تقارير من الأمين العام بان كي مون في 11 أكتوبر 2010 و21 يناير و13 مايو 2011 بشأن التطورات على الأرض.